# Izvoru Dulce (gmina Merei)
Izvoru Dulce – wieś w Rumunii, w okręgu Buzău, w gminie Merei. W 2011 roku liczyła 840 mieszkańców.